# Dawid Kawānanakoa
Dawid Laʻamea Kahalepouli Kinoiki Kawānanakoa Piʻikoi (ur. 19 lutego 1868, zm. 2 czerwca 1908) – książę Hawajów.
Był adoptowanym dzieckiem królowej Kapiʻolani. Miał dwóch braci Edwarda i Jonaha. Był znany także jako "Koa". Był kuzynem swojej adopcyjnej matki. W roku 1883, kiedy mąż Kapiʻolani, król Dawid Kalākaua został oficjalnie koronowany, Koę i jego dwóch braci mianowano "książętami" i uczyniono następcami tronu po księżniczce Kaʻiulani. 
W 1902 roku ożenił się z Abigail Wahiʻikaʻahuʻula Campbell, która otrzymała tytuł księżniczki. Para miała syna Edwarda.